# Зейская ГЭС
Зейская ГЭС — гидроэлектростанция на реке Зея в Амурской области, у города Зея. Вторая по мощности гидроэлектростанция на Дальнем Востоке России. Имеет самую высокую в России плотину контрфорсного типа, а также самые мощные диагональные гидротурбины. Водохранилище станции имеет большое противопаводковое значение. Зейская ГЭС является филиалом ПАО «РусГидро». Сооружения станции являются памятником истории и культуры регионального значения.

## Конструкция станции
Зейская ГЭС представляет собой плотинную гидроэлектростанцию с приплотинным зданием ГЭС. Установленная мощность электростанции — 1330 МВт, среднегодовая выработка электроэнергии — 4910 млн кВт·ч. Сооружения гидроузла имеют I класс капитальности и включают в себя плотину, здание ГЭС, открытое распределительное устройство (ОРУ).

### Плотина
Плотина Зейской ГЭС бетонная массивно-контрфорсная. Общая длина плотины — 714,2 м, максимальная высота — 115,5 м. Конструктивно плотина разделяется на водосбросную часть длиной 180 м, станционную часть длиной 144 м, левобережную глухую часть длиной 240,2 м и правобережную глухую часть длиной 150 м. Плотина состоит из 44 секций, типовая секция имеет ширину 15 м, из которых 7 м занимает контрфорс и 8 м — полость. С правым берегом плотина сопряжена бетонными подпорными стенками. В правобережной части плотины расположен водозабор для водоснабжения г. Зеи, представляющий собой два глубинных прямоугольных отверстия размером 1×1,5 м с порогами на отметке 292,75 м; расчётная пропускная способность водозабора 0,23 м³/с.
В водосбросной части плотины имеется восемь пролётов шириной по 12 м, оборудованных плоскими затворами. Вода сбрасывается по гладкой водосливной грани плотины, которая заканчивается носком-трамплином. Вода с трамплина отбрасывается в нижний бьеф, где происходит гашение её энергии в яме размыва. Пропускная способность водосброса при НПУ — 2640 м³/с, при отметке начала холостых сбросов (317,5 м) — 4800 м³/с, при ФПУ — 9500 м³/с.
В станционной части плотины находятся шесть водоприёмников, четыре из которых имеют пороги на отметке 257 м и два — на отметке 275 м. Водоприёмники оборудованы сороудерживающими решётками, а также плоскими аварийно-ремонтными затворами. Из водоприёмников берут начало железобетонные (с внутренней металлической облицовкой) водоводы диаметром по 7,8 м, расположенные в бетоне низовой грани плотины.

### Здание ГЭС
В здании ГЭС приплотинного типа длиной 144 м установлено 6 вертикальных гидроагрегатов — 4 гидроагрегата мощностью по 225 МВт, 2 гидроагрегата мощностью по 215 МВт. Гидроагрегаты конструктивно идентичны, каждый из них включает в себя поворотно-лопастную диагональную гидротурбину Д45-2556-В-600, работающую при расчётном напоре 78,5 м, и гидрогенератор СВ-1130/220-44ХЛ4. Гидроагрегаты изготовлены предприятиями, в настоящее время входящими в концерн «Силовые машины».

### Схема выдачи мощности
Гидроагрегаты выдают электроэнергию на напряжении 15,75 кВ, каждый генератор подключён к своему трёхфазному трансформатору. Два генератора подключены к трансформаторам TNEPE 265000/242/15,75-PN и ТДЦ-265000/220 ВМ, четыре генератора — к трансформаторам ТЦ-250000/500 (2 шт.), ТДЦ-265000/500 ВМ (1 шт.) и TNEPE 265000/525/15.75-PN (1 шт.), а через них — к открытому распределительному устройству (ОРУ) напряжением 220/500 кВ. Для связи частей ОРУ 220 и 500 кВ между собой установлена группа из трёх однофазных автотрансформаторов АОДЦТН-167000/500/220. Электроэнергия Зейской ГЭС выдаётся в энергосистему по следующим линиям электропередачи:
- ВЛ 500 кВ Зейская ГЭС — ПС Амурская (2 цепи);
- ВЛ 220 кВ Зейская ГЭС — ПС Светлая с отпайкой на ПС Энергия (2 цепи);
- ВЛ 220 кВ Зейская ГЭС — ПС Призейская;
- ВЛ 220 кВ Зейская ГЭС — ПС Магдагачи.

### Водохранилище
Напорные сооружения ГЭС образуют крупное Зейское водохранилище. Площадь водохранилища при нормальном подпорном уровне 2419 км², длина 225 км, максимальная ширина 93 км. Полная и полезная ёмкость водохранилища составляет 68,42 и 32,12 км³ соответственно, что позволяет осуществлять многолетнее регулирование стока (водохранилище может перераспределять сток многоводных лет на маловодные). Отметка нормального подпорного уровня водохранилища составляет 315 м над уровнем моря (по Балтийской системе высот), форсированного подпорного уровня — 322,1 м, уровня предполоводной сработки — 310 м, уровня мёртвого объёма — 299 м. Особенностью водохранилища является наличие специальной противопаводковой ёмкости выше НПУ, между отметками 315 м и 319,3 м, объёмом 10,94 км³, при этом открытие водосбросной части плотины и начало холостых сбросов производится при достижении отметки 317,5 м.

Сооружения и оборудование Зейской ГЭС
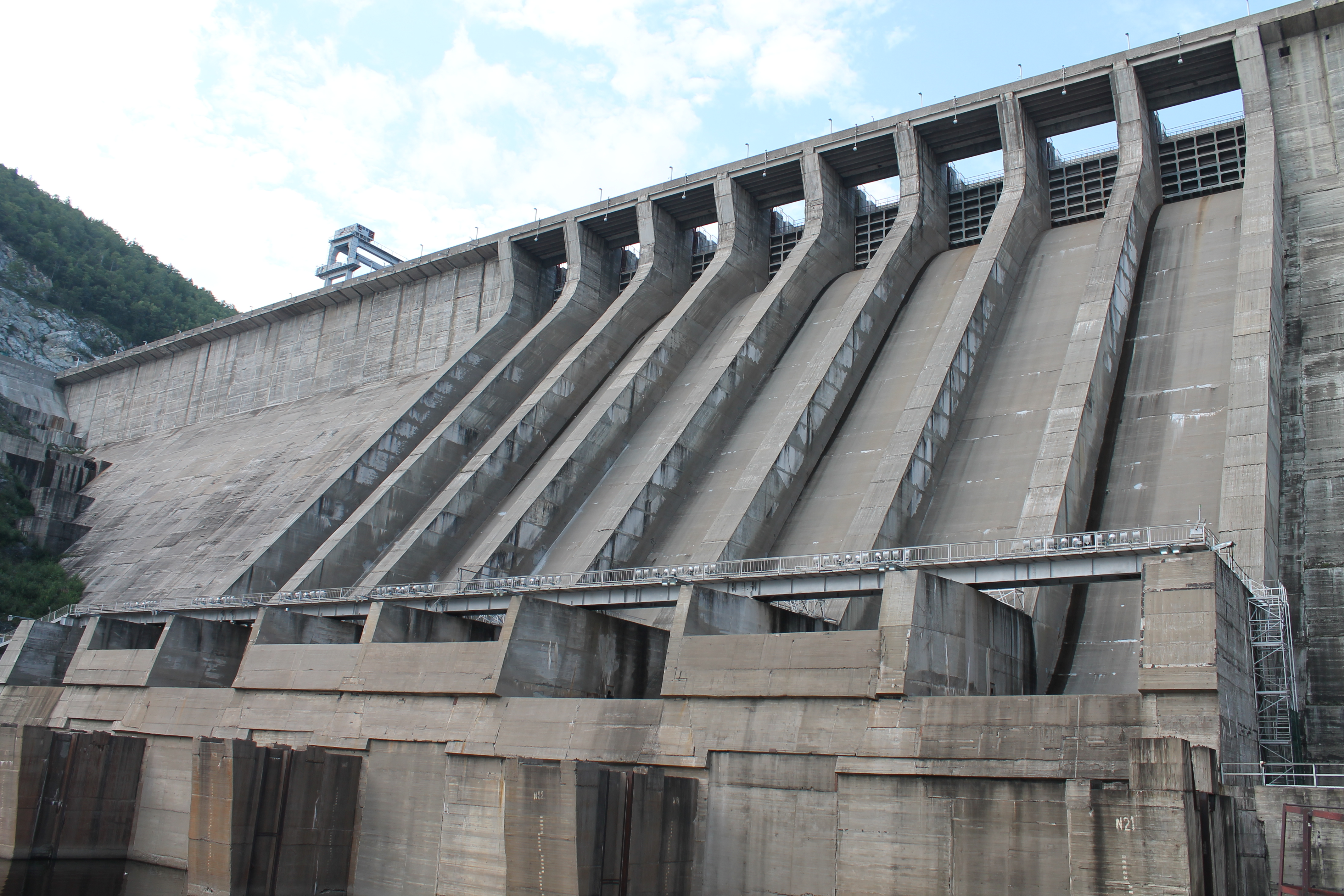
Водосбросная плотина
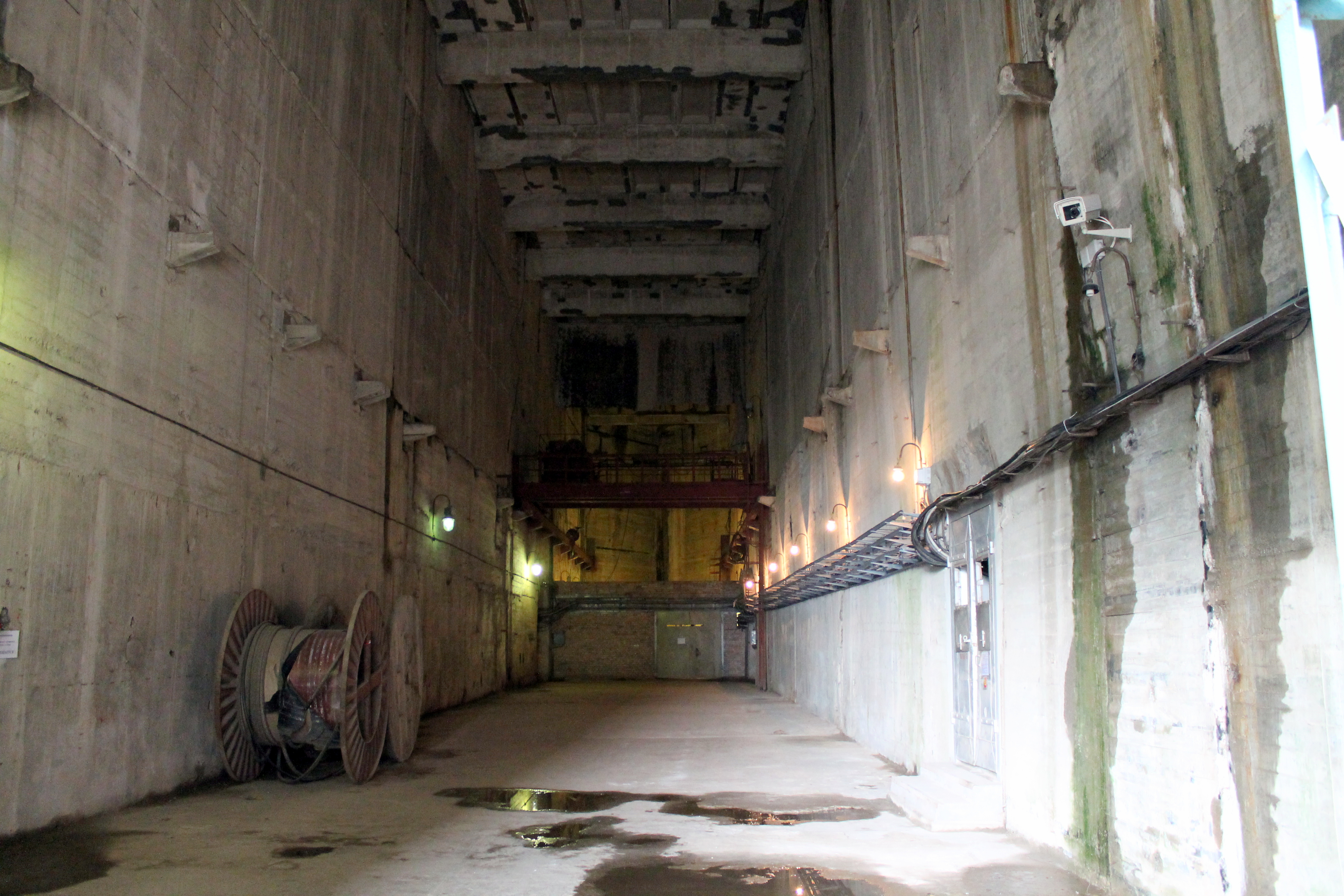
Внутри плотины
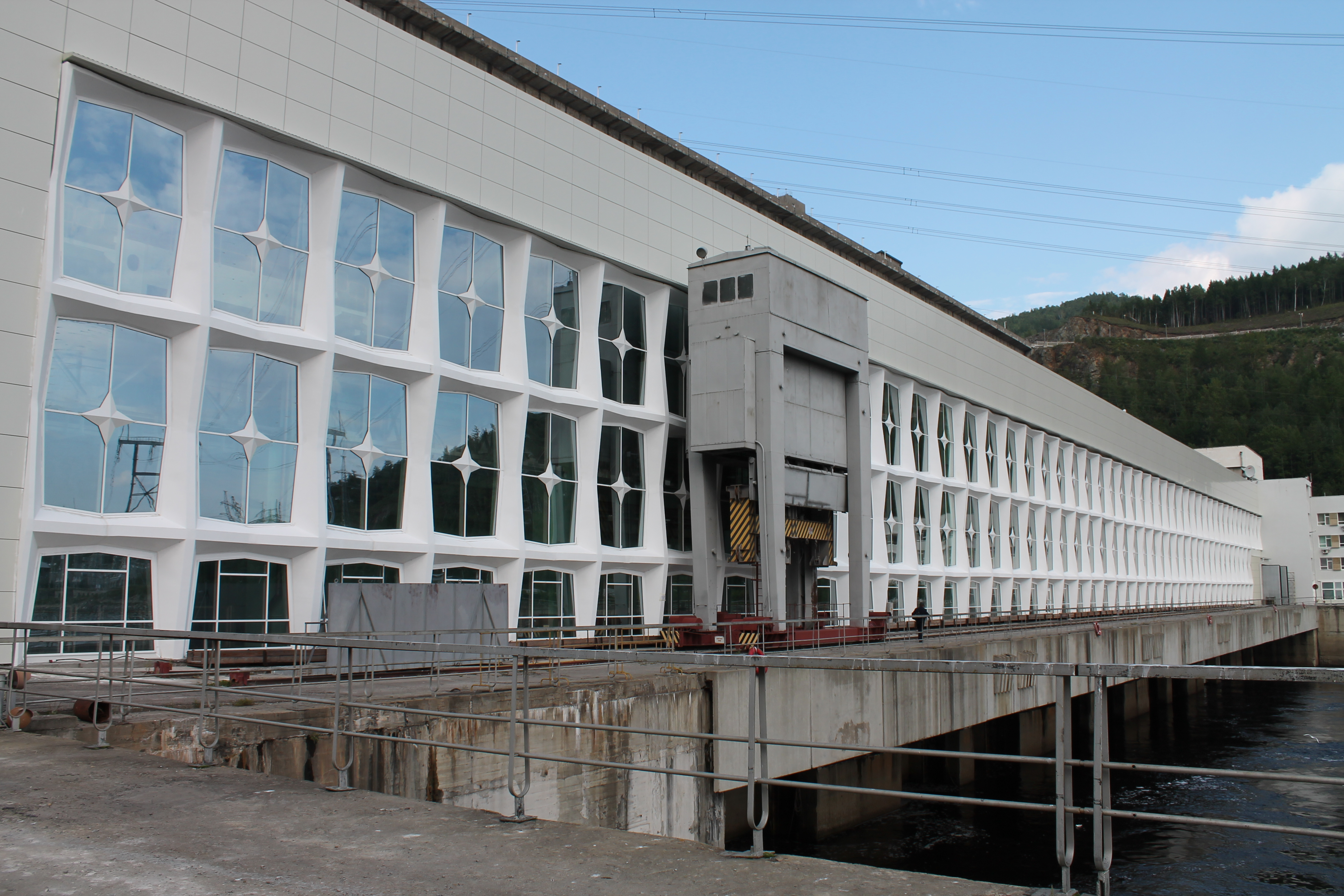
Здание ГЭС
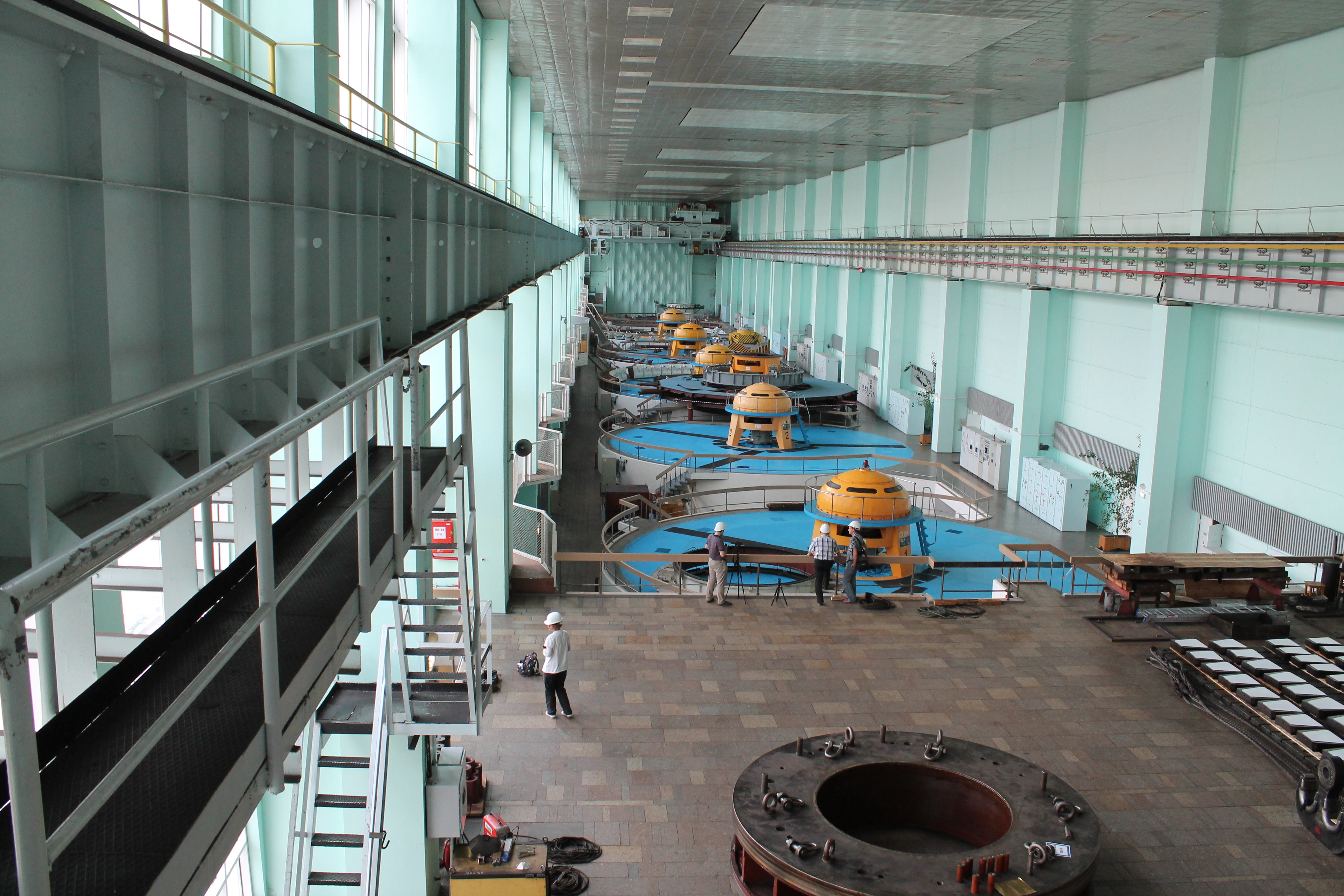
Машинный зал
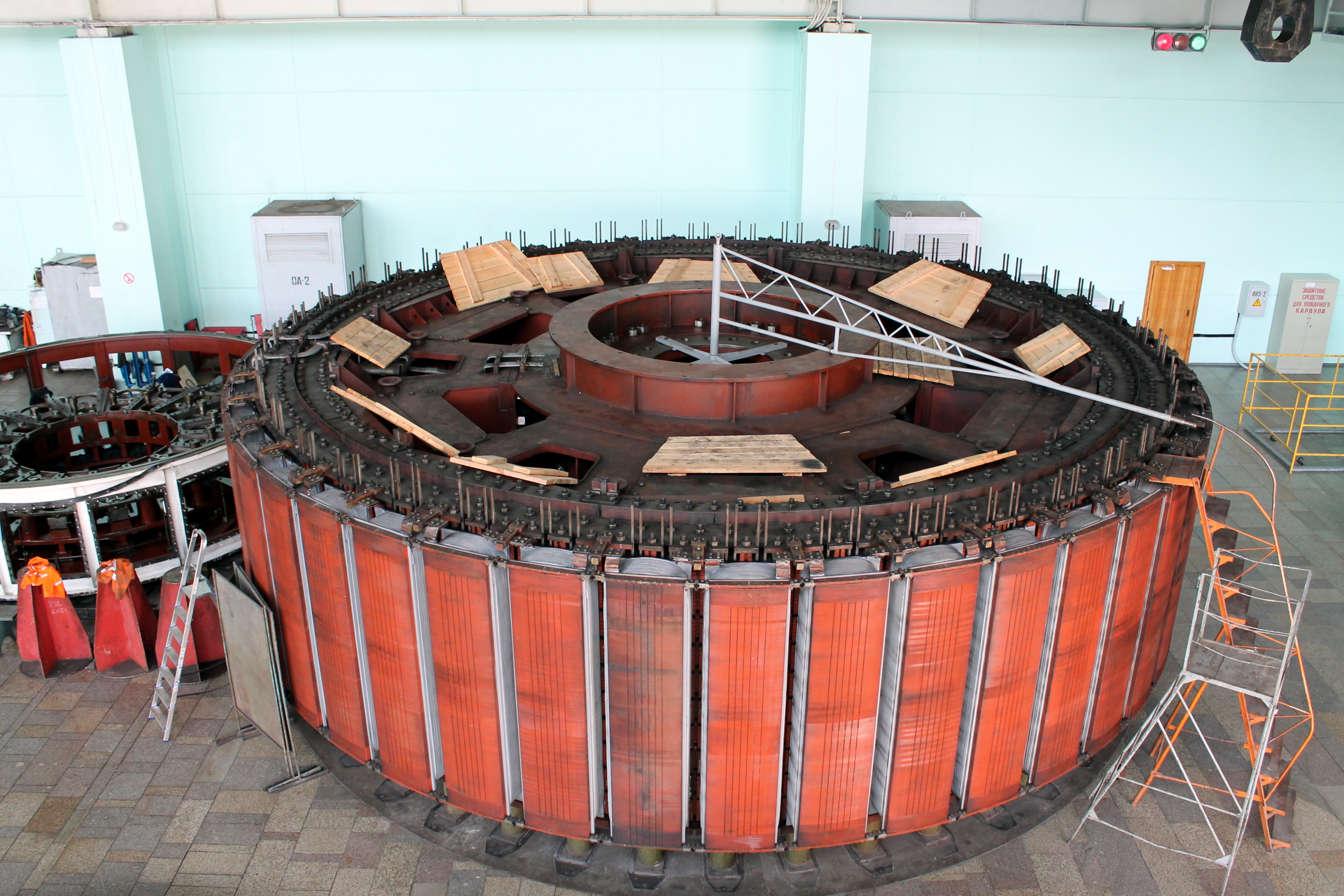
Ротор генератора
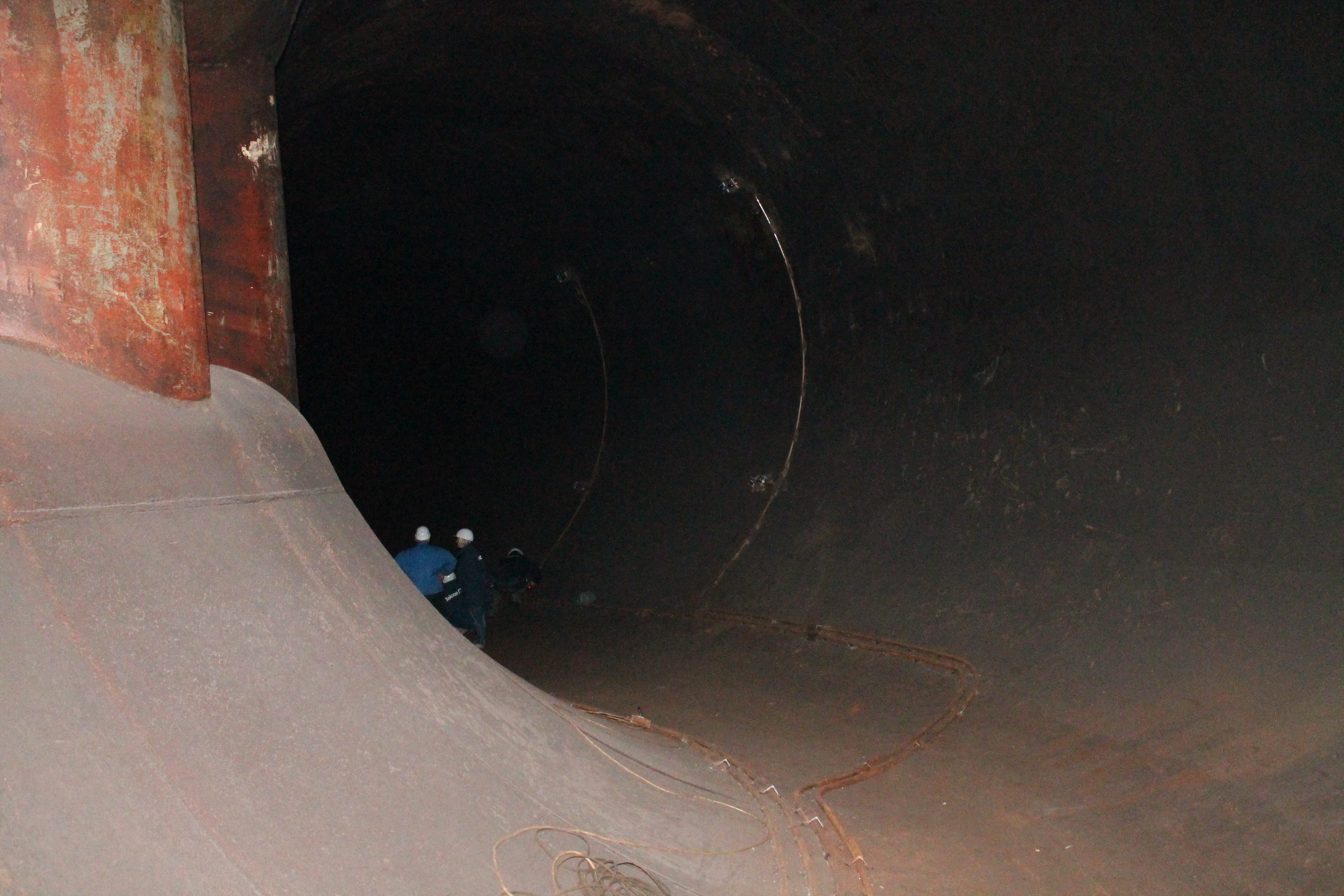
Внутри спиральной камеры турбины
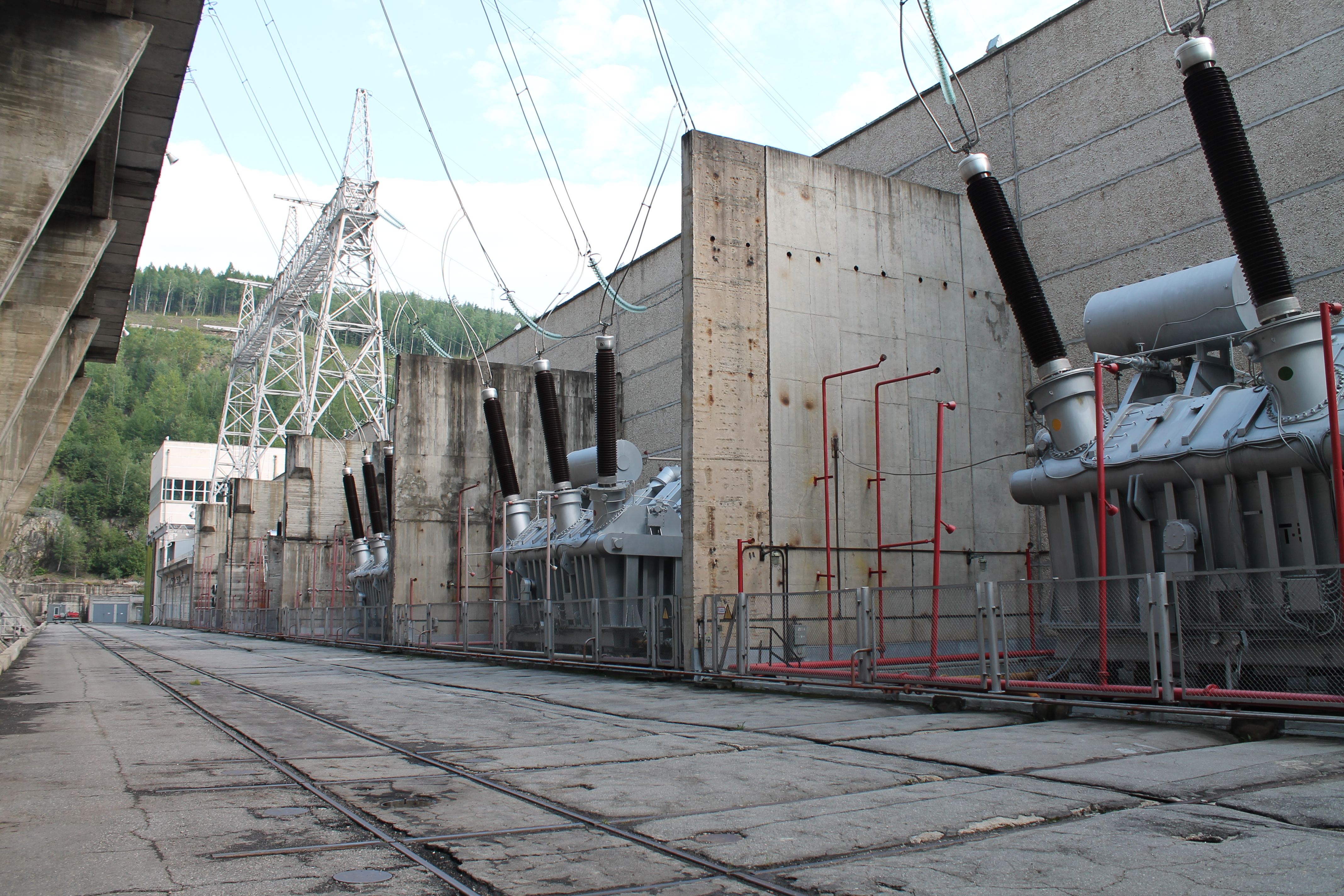
Силовые трансформаторы
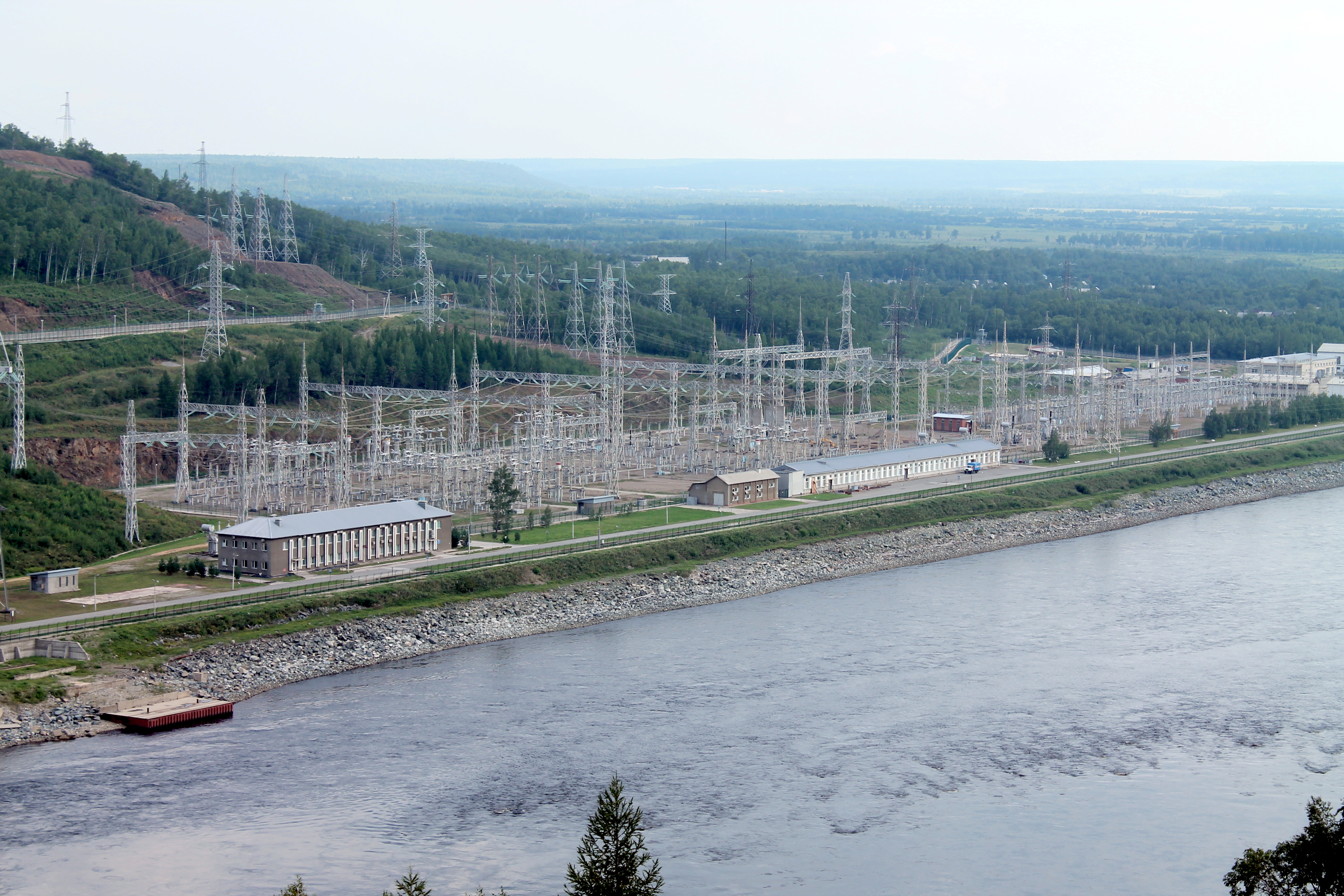
ОРУ-220/500 кВ

## Экономическое значение
Зейская ГЭС является третьей по мощности электростанцией на Дальнем Востоке России (после Бурейской ГЭС и Приморской ГРЭС). Учитывая ограниченный диапазон регулирования гидротурбин Бурейской ГЭС, высокоманевренные гидротурбины Зейской ГЭС являются основным резервом для вторичного регулирования частоты и мощности в Объединённой энергосистеме Востока. По состоянию на начало 2018 года Зейская ГЭС выработала более 190 млрд кВт·ч дешёвой возобновляемой электроэнергии.
| 2006 | 2007 | 2008 | 2009 | 2010 | 2011 | 2012 | 2013 | 2014 | 2015 | 2016 | 2017 | 2018 | 2019 | 2020 | 2021 | 2022 |
| ---- | ---- | ---- | ---- | ---- | ---- | ---- | ---- | ---- | ---- | ---- | ---- | ---- | ---- | ---- | ---- | ---- |
| 3845 | 5276 | 4912 | 5721 | 6138 | 5037 | 5832 | 6860 | 6428 | 4281 | 6408 | 5675 | 4720 | 4988 | 5565 | 7673 | 6764 |

Помимо выработки электроэнергии, Зейская ГЭС имеет большое значение для защиты региона от катастрофических наводнений, для чего водохранилище станции имеет специальную противопаводковую ёмкость выше НПУ. Также Зейская ГЭС при помощи специальных судоходных попусков способствует судоходству по Зее, в частности проводке караванов барж с оборудованием для строящегося Амурского газоперерабатывающего завода.

## Экологические и социальные последствия
В результате создания Зейского водохранилища было затоплено 229,5 тыс. га земель, из них 3,9 тыс. га сельхозугодий (включая 3,03 тыс. га пашни), 127 тыс. га лесов и 98,7 тыс. га болот и заболоченных земель. При создании водохранилища проводилась лесосводка и лесоочистка, но не в полном объёме, в результате было затоплено около 3,5 млн м³ леса, причём около 1 млн м³ леса всплыло, что потребовало специальных мероприятий по его сбору с акватории водохранилища и утилизации. В ходе подготовки ложа водохранилища с 1969 по 1974 годы Институтом истории, филологии и философии СО РАН проводились археологические раскопки на объектах, относящихся к разным эпохам. Также Зейская ГЭС критикуется за образование незамерзающей полыньи в нижнем бьефе, что способствует образованию туманов.

## История строительства и эксплуатации

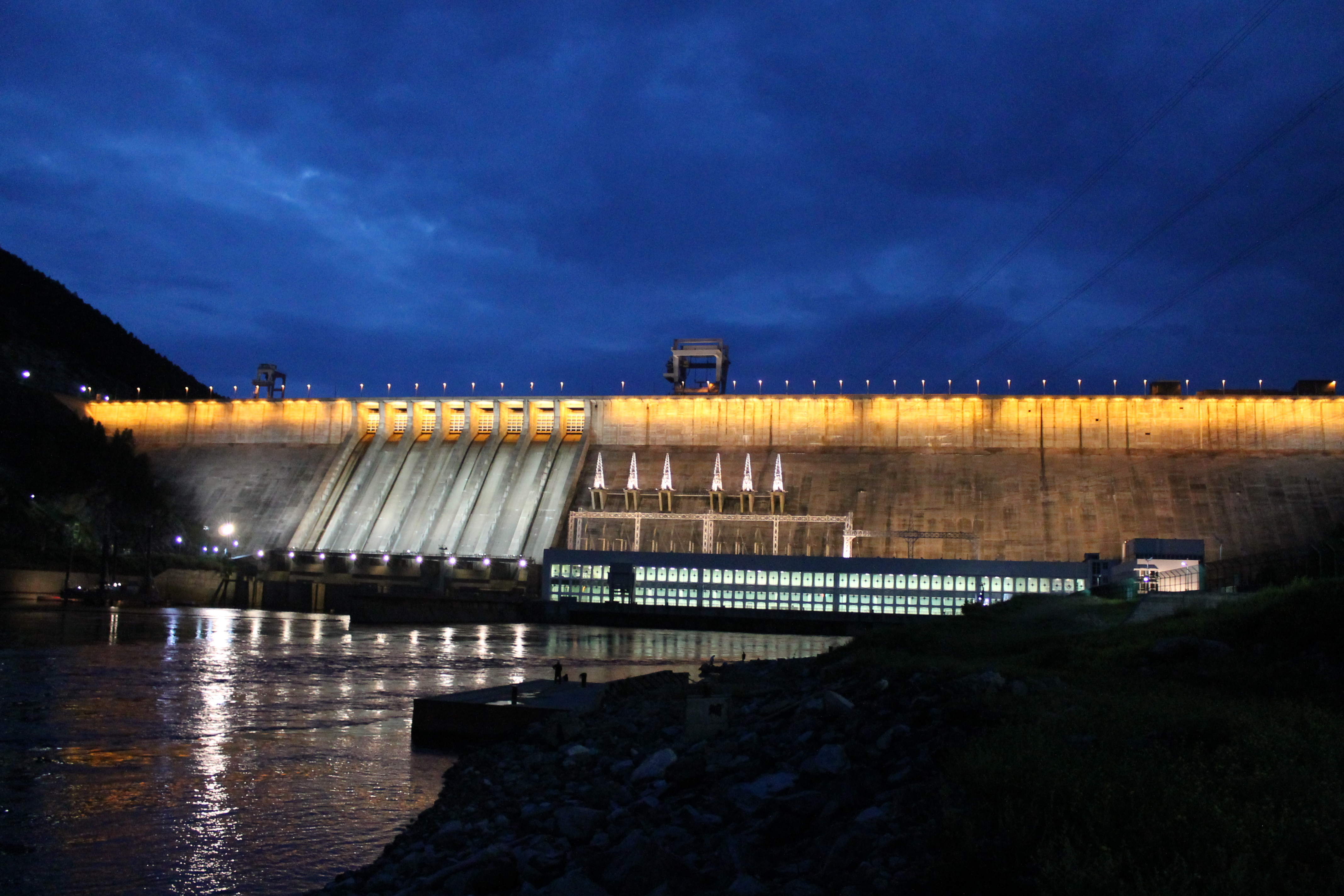
Зейская ГЭС ночью

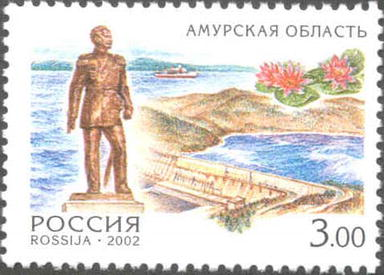
Плотина Зейской ГЭС на почтовой марке России 2002 года из серии «Россия. Регионы», посвящённой Амурской области

Впервые возможность строительства ГЭС на Зее рассматривалась в 1931 году на совещании по составлению генерального плана электрификации Дальневосточного края. В 1930-х годах были проведены инженерные изыскания, на основе которых была создана первая схема гидроэнергетического использования реки. Повторно изыскания были начаты в 1954 году, причем особое внимание уделялось створу у Зейских ворот, где впоследствии и была построена Зейская ГЭС. В 1958 году Ленинградское отделение института «Гидропроект» разработало Схему комплексного использования рек Зея и Селемджа, в которой обосновывалось первоочередное сооружение Зейской ГЭС. В ходе проектирования станции рассматривалось несколько вариантов - в предварительном проекте, разработанном в 1961 году, предполагалось сооружение грунтовой плотины, но этот вариант был отвергнут по причине неготовности строительной организации к возведению плотины такого типа. К 1966 году были разработаны варианты с гравитационной бетонной и массивно-контрфорсной плотиной, в итоге в 1968 году было принято решение о возведении массивно-контрфорсной плотины, что позволяло сэкономить около 400 тыс. тонн бетона. Разработанный «Ленгидропроектом» технический проект Зейской ГЭС был утверждён в 1968 году.
22 февраля 1964 года приказом министра энергетики и электрификации СССР образована дирекция строящейся Зейской ГЭС и Управление строительства «ЗеяГЭСстрой». Первые строители прибыли к створу уже в марте того же года. Осенью 1965 года была начата отсыпка перемычек котлована основных сооружений, в июле 1969 года котлован был осушен. 30 января 1970 года в плотину был уложен первый кубометр бетона. Русло Зеи было перекрыто 13 октября 1972 года.
Первый гидроагрегат был пущен 27 ноября 1975 года, второй и третий — в 1976 году. Первые гидроагрегаты пускались при напоре значительно меньше расчётного, но уникальные возможности по работе диагональных турбин при широком диапазоне напоров позволили отказаться от использования временных рабочих колёс. Четвертый гидроагрегат пустили в 1977 году, пятый — в 1978 году и шестой — в 1980 году. Возведение плотины было завершено в 1983 году, строительство станции в основном закончилось в 1985 году. Акт о приёмке Зейской ГЭС в постоянную эксплуатацию был подписан в 2002 году. Изначально мощность станции составляла 1290 МВт, но к 1990 году была проведена перемаркировка четырёх из шести гидроагрегатов, в результате чего мощность станции достигла современного значения — 1330 МВт.
В 1993 году было создано ОАО «Зейская ГЭС», в ходе реформы РАО «ЕЭС России» в 2005 году ОАО «Зейская ГЭС» вошло в состав федеральной гидрогенерирующей компании ОАО «ГидроОГК» (впоследствии  ПАО «РусГидро») и в 2008 году ликвидировано. Станция входит в состав ПАО «РусГидро» на правах филиала.

### Наводнения
Водный режим реки Зеи характеризуется сильными летними дождевыми паводками, регулярно приводящими к наводнениям (в частности, значительные наводнения отмечались в 1928, 1953, 1956, 1972, 1984, 2013 годах). При проектировании Зейской ГЭС особое внимание было уделено её противопаводковой функции, в частности в водохранилище создана специальная противопаводковая ёмкость выше НПУ. За период эксплуатации Зейской ГЭС станция неоднократно привлекалась для борьбы с наводнениями. Так, летом 2007 года максимальные притоки в водохранилище составляли 15 200 м³/сек, а максимальный сброс через сооружения ГЭС — 4700 м³/сек, что позволило предотвратить масштабное затопление населённых пунктов на Зее и Амуре. В то же время, были затоплены строения в с. Овсянка, построенные с нарушениями действующих требований в зоне периодического затопления; впоследствии, население было переселено из зоны затопления. Летом 2013 года произошло очередное катастрофическое наводнение, самое сильное за весь период наблюдений. При быстром увеличении объема воды в бассейне реки из-за продолжительных проливных дождей были заполнены до НПУ водохранилища Зейской и Бурейской ГЭС, водохранилище Зейской ГЭС продолжало наполняться выше НПУ, используя противопаводковую ёмкость. Максимальный расход воды через Зейскую ГЭС при этом составил 5000 м³/с, тогда как приточность воды в водохранилище доходила до 11 700 м³/с. В целом, в Зейском водохранилище было задержано почти две трети объёма поступившей в него воды, была достигнута максимальная за всю историю отметка уровня водохранилища 319,53 м. В 2016 году в водохранилище станции был полностью аккумулирован максимальный суточный приток за всю историю наблюдений в объёме 16 100 м³/с, при этом расходы в нижний бьеф составили всего 726 м³/с.

### Модернизация
Оборудование станции отработало более 30-40 лет, в связи с чем стало нуждаться модернизации. В первую очередь, это касается электротехнического оборудования (распределительные устройства, трансформаторы). В 2007 году были заменены два силовых трансформатора, в 2019—2021 годах заменены ещё два трансформатора. В 2015—2020 годах были полностью реконструировано ОРУ 220/500 кВ с заменой устаревших и изношенных выключателей на современные элегазовые. Ведётся замена систем возбуждения гидрогенераторов, которую планируется завершить в 2023 году. В 2018 году был заменён козловой кран нижнего бьефа, в 2023—2025 годах запланирована замена затворов водосбросов, а в 2022-2023 годах замена гидроприводов аварийно-ремонтных затворов водоприёмников гидроагрегатов. В 2011—2013 годах были проведены работы по восстановлению основания подпорной и водораздельной стенок, получивших повреждения при пропуске паводка 2007 года.